# Ардеш (река)
Арде́ш (фр. Ardèche) — река на юге центральной части Франции. Длина 125 км. Площадь бассейна 2430 км².
Ардеш является одним из правых притоков реки Роны. Исток находится в Центральном массиве.
Река Ардеш с зимним паводком, с декабря по март включительно максимум в январе-феврале. Самый низкий уровень воды в реке летом, в период с июля по сентябрь включительно.
В национальном парке «Ущелья Ардеша» река протекает под естественным мостом в виде арки, рядом с которым находится вход в пещеру Шове с древнейшими наскальными рисунками. На стоянке Абри-дю-Мара в долине реки Ардеш нашли сплетённые в веревку обрывки растительных волокон, датируемые возрастом 52—41 тыс. лет назад.
В честь реки назван департамент Ардеш.